# Покрет 26. јул
Покрет 26. јул (шп. Movimento 26 de Julio) била је револуционарна организација коју је основао и водио револуционар Фидел Кастро у борби за рушење диктаторске владе Фулгенсија Батисте. Припадници Покрета борили су се против Батисте у руралним и урбаним пределима Кубе.

## Порекло имена
Организација вуче корене из 1952—1953. године, чије су језгро чинили студенти на Универзитету у Хавани. У почетку се звала „Омладински покрет века“ (пошто је 1953. навршено 100 година од рођења Хосеа Мартија). Назив Покрета долази од неуспелог напада на касарне Монкада, војне касарне у Сантијаго де Куба, који је извршен 26. јула 1953. године. Покрет је након тога реорганизован у Мексику 1955. године, од стране 82 прогнаних револуционара, укључујући Фидела, његовог брата Раула, Камила Сјенфуегоса и аргентинског револуционара Че Геваре. Њихов задатак био је да се формира организована герилска сила која би збацила с власти Батистин режим.

## Кубанска револуција
Дана 2. децембра 1956. године, 82 прогнаних револуционара искрцало се на Кубу са јахте Гранма, претходно испловивши из Туспана код Веракруза. Од самог почетка, долазак је био неуспешан. Када је јахта Гранма ушла у територијалне воде Кубе у рејону Ориенте, људи на њој још нису знали да су владине снаге угушиле побуну, коју су подигли њихови другови на острву, те да су их на обали већ чекали Батистини војници. Ови догађаји присилили су револуционаре да се искрцају на непознатој области у близини ушћа реке Белик.
Након искрцавања, пуштена је кубанска химна, а затим је Фидел Кастро одржао кратак говор. Онда су се поделили у неколико мањих група, које је прво требало да пређу кроз 2 километра мангрове мочваре. На неким местима људи су се утопили у блату. Кубански авиони су убрзо прелетели место искрцавања револуционара, али их нису запазили јер су се замаскирали у мочвари.
До склоништа у планинама Сијера Маестра било је још више од 40 километара, а Батиста је одаслао више од хиљаду војника да униште побуњенике. Сви путеви били су блокирани, а регион тешко гранатиран од авиона.
Револуционари су били подељени у групе од 2 до 3 човека слетања, били су гладни и у полусвесном стању и борили се на путу ка планинама, како је писао касније Че Гевара. На путу је погинуо 21 човек, а многи су били заробљени и изведени пред суд.
Крајем децембра, до места састанка револуционара, напуштене виле у планинама Кресенсио Переза, доспело је само њих 22, који су имали само две пушке. Међу њима су били Фидел Кастро, Раул Кастро, Ернесто Че Гевара, Камило Сјенфуегос, Рамиро Валдез и Хуан Алмеида Боске.
Борба против побуњеника постепено је прерасла у борбу народних маса против војно-полицијског режима. “Покрет 26. јул” постао је национална патриотска организација. 62 групе покрета деловале су у иностранству, углавном у САД-у, Централној Америци и на Карибима. Они су скупљали средства, набављали оружје и тумачили људима циљеве револуције.
Борба је завршила у јануару 1959, а 1. јануара побуњеничке снаге ушле су у Сантијаго. У исто време на западу острва група побуњеника на челу са Че Геваром освојили су град Санта Клара. У ноћи 1. јануара, Батиста је побегао у Доминиканску Републику. Дана 2. јануара, побуњеничке трупе ушле су у Хавану, а 6. јануара у главни град је стигао Фидел Кастро.

## Након 1959.
Након што је Фидел Кастро преузео власт на Куби, Покрет 26. јул уједињен је са Народном социјалистичком партијом Кубе и Револуционарним директоријем „13. март“. Тим уједињењем формирана је Уједињена партија социјалистичке револуције Кубе, која је 1962—1963. прерасла у Јединствену партију социјалистичке револуције Кубе. Октобра 1965, коначно је добила име Комунистичка партија Кубе (шп. Partido Comunista de Cuba).
Застава Покрета 26. јула и даље је симбол Кубанске револуције. Закрпе са приказом ове заставе носе се на рамену кубанске војне униформе.